# Eloy
Eloy är ett tyskt  progressivt rockband. Det bildades 1969 av Frank Bornemann.

## Historik
Bornemann har varit den enda ständige medlemmen. Under 1980-talet tog Bornemann bandet i mer kommersiell riktning, men på 1990-talet skulle tidigare medlemmar återkomma, och då återgick man till det mer progressiva soundet, något som märks på albumet Ocean 2 från 1998. Efter ett långt avbrott i verksamheten återkom Eloy med det nya albumet Visionary 2009.
Eloy har åtnjutit störst popularitet i sitt hemland. Bandnamnet kommer från H. G. Wells roman Tidmaskinen, där Eloi är namnet på en framtida människoras.

## Medlemmar
- Frank Bornemann – Gitarr, sång
- Klaus-Peter Matziol – Bas
- Hannes Folberth – Klaviatur
- Michael Gerlach – Klaviatur
- Stephan Emig – Trummor

## Diskografi

### Studioalbum
- 1971 – Eloy
- 1973 – Inside
- 1974 – Floating
- 1975 – Power and the Passion
- 1976 – Dawn
- 1977 – Ocean
- 1979 – Silent Cries and Might Echoes
- 1980 – Colours
- 1981 – Planets
- 1982 – Time to Turn
- 1983 – Performance
- 1984 – Metromania
- 1984 – Codename: Wild Geese (soundtrack)
- 1988 – Ra
- 1992 – Destination
- 1994 – The Tides Return Forever
- 1998 – Ocean 2: The Answer
- 2009 – Visionary
- 2017 – The Vision, The Sword and the Pyre – Part I
- 2019 – The Vision, The Sword and the Pyre – Part II
- 2023 – Echoes from the Past